# Hendrik Pieter Steenhuis
Hendrik Pieter Steenhuis (Appingedam, 24 januari 1850 - Groningen, 8 januari 1934) was een Nederlands organist en beiaardier.
Hij was zoon van onderwijzer Hindrik Pieter Steenhuis en Grietje Hindriks Bos. Oudere broer Tjerko Steenhuis was eveneens organist. Hijzelf was getrouwd met Henriette Theodora van der Vegt (1857-1930). Het echtpaar ligt/lag begraven op de Noorderbegraafplaats.
Steenhuis kreeg zijn opleiding in eerste instantie van zijn broer, organist Roelof Gerrit Rijkens te Appingedam en later, per schuit gaand, van Johannes Worp in Groningen. Worp leerde hem muziektheorie, piano en bekwaamde hem verder in het orgelspel. Daarna was Steenhuis tussen 1875 en 1891 organist van de Hervormde Kerk in Sappemeer, in dat dorp was hij tevens dirigent van het koor Hoogezand-Sappemeer. Aansluitend werd hij organist van de Nieuwe Kerk in Groningen en vanaf 1901 van de Martinikerk. Vanaf 1890 was hij al klokkenist van de Martinitoren. Hij bleef in die jaren ook dirigent van diverse koren. Hij gaf orgelles en zat ook wel in examencommissies. Hij musiceerde tot vlak voor zijn dood. Jacob Everts werd in veel opzichten zijn opvolger.
Hij schreef een aantal werken, soms ook met educatieve inslag:
- Aan ’t harmonium, oefeningen, lees- en voordrachtstukken voor harmoniumonderwijs
- De harmoniumspeler, een theoretisch-practische handleiding, die meerdere drukken kreeg
- Christelijke zangen, twintig liederen voor gemengd koor, begeleid door piano of orgel
- Looft den Heer, 53 stichtelijke liederen voor gemengd koor, ontving meerdere drukken
- Laus Deo, stichtelijke liederen voor mannen- of vrouwenkoor
- verscheidene stukken waarvan een aantal werden afgedrukt inWorp’s Volksliedjes
- drie sonatines voor vierhandig piano
- Les premieres roses, zes gemakkelijke karakterstukken voor piano (uitgegeven in Brussel)

Ook op verkoopgebied was hij bekend; vanaf 1898 voerde hij een muziekhandel aan de Oude Boteringestraat; vanaf 1913 een piano- en orgelhandel (NV Piano- en Orgelhandel v.h. H.P. Steenhuis).